# Alain Ferry (homme politique)
Pour les articles homonymes, voir Alain Ferry et Ferry.
 (mai 2025).
Alain Ferry, né le 3 février 1952 à Baden-Baden (Allemagne), est un homme politique français.

## Biographie
Élève au lycée Freppel d'Obernai, il est ensuite diplômé de l'École supérieure de journalisme de Paris. Il s'engage alors dans une carrière journalistique comme correspondant à Paris entre 1972 et 1982 pour les quotidiens régionaux Le Progrès, la Voix du Nord, l'Alsace et l'Est républicain. Puis, en 1983, il crée une société d'audiovisuel Afca (Alain Ferry, Commo Associé) qu'il dirige pendant 10 ans.
Maire de Wisches depuis 1989, il est conseiller général du Bas-Rhin de 1992 à 2004 et est élu le 28 mars 1993, député de la 6e circonscription du Bas-Rhin. Réélu le 1er juin 1997 et le 9 juin 2002, il obtient le meilleur score de France au premier tour, avec 67,38 % des suffrages exprimés, lors des élections législatives du 10 juin 2007.
Aux législatives de 2012, il renonce à se présenter à sa propre succession et soutient la candidature de Laurent Furst, maire de Molsheim.
Il est apparenté au groupe UMP et membre du Parti radical valoisien après avoir appartenu au Mouvement des réformateurs.

## Carrière politique

### Mandats locaux
Élu maire de Wisches, en 1989, Alain Ferry a été réélu en 1995, 2001, 2008 et 2014. De 1992 à 2004, il a été, également conseiller général du Bas-Rhin (réélu en 1998).

### Mandat national
De 1993 à 2012, Alain Ferry a été député du Bas-Rhin, durant 4 mandats consécutifs.

## En savoir plus